# Leptospermum scoparium
Leptospermum scoparium, conhecido como mānuka, manuka, árvore-chá e leptospermo, é uma espécie de arbusto ou árvore florífera nativa do sudeste da Austrália e da Nova Zelândia.

## Descrição
Leptospermum scoparium é uma árvore arbustiva prolífica. Geralmente cresce de forma arbustiva com altura de 2-5 m, mas pode ser cultivado como uma árvore até 15 m. Os ramos lenhosos são bastante ramificados. As folhas que cobrem os ramos são pequenas, persistentes, e aromáticas, normalmente de coloração verde-acinzentada, mas podendo variar de verde escuro até cor de vinho, dependendo do cultivar. As flores normalmente são brancas ou rosas, mas pode apresentar vermelho ou até violeta em alguns cultivars. 

## Cultivo
Introduzido para cultivação na Inglaterra por Sir Joseph Banks em 1771, depois de uma viagem de três anos com o Capitão James Cook ao Pacífico Sul, tem se espalhado desde então para cultivo em jardins e parques ao redor do mundo.
Deve ser cultivado sob sol pleno, em solo rico e bem drenado. Aguenta poda e geada. Não tolera o calor tropical.
É frequentemente cultivada como base para mel e para usos farmacológicos. O mel de manuka é o de maior preço do mundo dada a dificuldade da sua produção e a exclusividade da planta na Oceania.